# Stående tresteg
Stående tresteg är en av tre stående hoppgrenar i friidrott. De andra är stående längdhopp och stående höjdhopp. Stående tresteg fungerar på ett liknanden sätt som stående längdhopp men kräver större utrymme. Första hoppet gör man jämfota och det andra och tredje gör man med olika ben. Stående tresteg är till skillnad från stående längdhopp inte mästerskapsgren i Norge.
Urho Kekkonen, sedermera Finlands president, tävlade i sin ungdom i stående trestegshopp.

## OS-medaljörer
| År   | Guld     | Guld | Silver        | Silver | Brons          | Brons |
| 1900 | Ray Ewry | USA  | Irving Baxter | USA    | Robert Garrett | USA   |
| 1904 | Ray Ewry | USA  | Charles King  | USA    | Joseph Stadler | USA   |